# Tore Ylwizaker
Tore Ylwizaker, (Oslo, 16 de agosto de 1970 – 16 de agosto de 2024) foi um músico, compositor e produtor musical norueguês.
Ao longo dos anos já participou de diversas bandas e projetos. Foi membro da banda norueguesa Ulver.

## Carreira no Ulver
Tore Ylwizaker entrou no Ulver em 1998 participando do álbum Themes from William Blake's The Marriage of Heaven and Hell. Juntamente com Kristoffer "Garm" Rygg, foi o responsável pela mudança na sonoridade da banda, se inspirando em gêneros como música eletrônica e música ambiente.

## Discografia
| Data de lançamento | Título                                                      | Banda               | Crédito                             |
| 1998               | Themes from William Blake's The Marriage of Heaven and Hell | Ulver               | Programação, mixagem, produção      |
| 1999               | Queen of the Galaxy                                         | The Barbarellas     | Produção, mixagem                   |
| 1999               | Metamorphosis                                               | Ulver               | Mixagem                             |
| 1999               | Urd - That Which Was (EP)                                   | Hagalaz' Runedance  | Remix                               |
| 2000               | Solace                                                      | Lengsel             | Produção, mixagem                   |
| 2000               | Perdition City                                              | Ulver               | Sintetizador, piano, baixo, mixagem |
| 2000               | Long Day's Flight 'Till Tomorrow                            | Euroboys            | Produção                            |
| 2000               | Grand Declaration of War                                    | Fleurety            | Programação                         |
| 2000               | Department of Apocalyptic Affairs                           | Mayhem              | Sintetizador                        |
| 2001               | Silencing the Singing                                       | Ulver               | Programação                         |
| 2001               | Cords Wires                                                 | Bogus Blimp         | Pandeireta                          |
| 2002               | The Sham Mirrors                                            | Arcturus            | Mixagem                             |
| 2002               | Ilter Viator                                                | Star of Ash         | Mixagem, produção                   |
| 2003               | Brown Ring of Fury                                          | 1349 Rykkinn        | Vocal                               |
| 2005               | Blood Inside                                                | Ulver               | Programação                         |
| 2006               | The Adversary                                               | Ihsahn              | Vocal, produção                     |
| 2006               | Murder Nature                                               | Head Control System | Produção                            |
| 2007               | Shadows of the Sun                                          | Ulver               | Teclado, produção                   |
| 2008               | Amplicon                                                    | Runhild Gammelsæter | Produção                            |
| 2010               | Evoco Bestias                                               | Fleurety            | Mixagem                             |
| 2011               | Wars of the Roses                                           | Ulver               | Teclado, programação, produção      |
| 2012               | Childhood's End                                             | Ulver               | Teclado, programação                |